# Églises romanes du Brionnais
 (juillet 2010).
Les églises romanes du Brionnais sont un ensemble d'églises catholiques médiévales édifiées aux XIe et XIIe siècles partiellement ou entièrement dans un style roman et situées dans le Brionnais, région naturelle à l'extrême sud de la Bourgogne. Partagé entre l'influence grandissante de l'abbaye de Cluny et de la présence de plusieurs établissements monastiques dépendants de l'évêché d'Autun, centre religieux important de la Chrétienté, le Brionnais s'est vu doté de très nombreuses églises et chapelles. Souvent richement décorées et lumineuses, elles témoignent de l'art roman brionnais, qui fait école par la suite jusque dans l'Allier, la Loire et à Vézelay.
Selon l'historien Raymond Oursel : « Le mystère de l'art roman du Brionnais s'énonce en quelques chiffres : sur l'étendue d'un territoire sommairement triangulaire de 30 km environ de côté entre la Loire et Bois-Sainte-Marie à l'est, de 24 kilomètres entre Bois-Sainte-Marie et Montceau-l'étoile au nord et de 23 kilomètres, à vol d'oiseau, entre Montceaux-l'Étoile et Briennon à l'ouest, une bonne trentaine d'églises romanes, dont sept de plan développé à nef et collatéraux, et non moins de dix portails sculptés. »

## Les églises
Les neuf églises principales du Brionnais sont celles de :
- Anzy-le-Duc (prieuré du IXe siècle dépendant de l’évêché d'Autun qui possède une crypte carolingienne) ;
- Baugy ;
- Bois-Sainte-Marie (chatellerie royale) ;
- Châteauneuf ;
- Iguerande (petit prieuré dépendant du Monastère des Dames de Marcigny) ;
- Montceaux-l'Étoile ;
- Saint-Julien-de-Jonzy ;
- Semur-en-Brionnais (collégiale à forte inspiration clunisienne) ;
- Varenne-l'Arconce (prieuré clunisien rattaché au Monastère des Dames de Marcigny, elle dispose dans son statuaire du plus vieux Christ grandeur nature de Bourgogne).

Parmi les églises romanes « mineures » du Brionnais figurent celles de Saint-Martin-du-Lac, de Marcigny, de Saint-Germain-en-Brionnais (prieuré de chanoines réguliers), de Vareilles (Saône-et-Loire), de Saint-Laurent-en-Brionnais, de Saint-Bonnet-de-Cray, de Fleury-la-Montagne et la chapelle de Saint-Maurice-lès-Châteauneuf.
Elles sont encadrées par les deux pôles majeurs que sont la basilique de Paray-le-Monial (en Charolais, à 15 kilomètres au nord de Varenne-l'Arconce) et l'abbaye de Charlieu (dans la Loire, à 7 kilomètres au sud de Fleury-la-Montagne), qui furent, avec le monastère des Dames de Marcigny, les principaux relais de la puissance de l'abbaye de Cluny dans la région. Seule l'Abbaye Saint-Rigaud près de Ligny-en-Brionnais réussit à s'affranchir de sa puissance tout en adoptant l'ordre de Saint-Benoît.

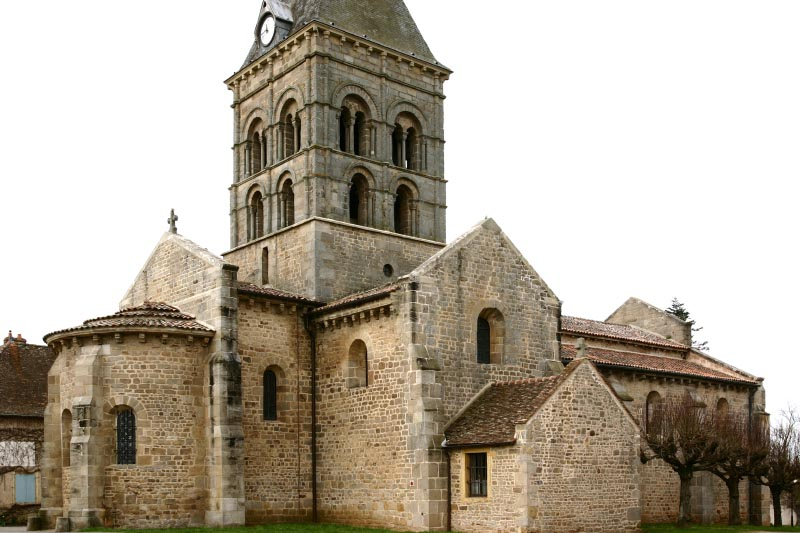
Église de Varenne-l'Arconce (Vue générale du chevet).
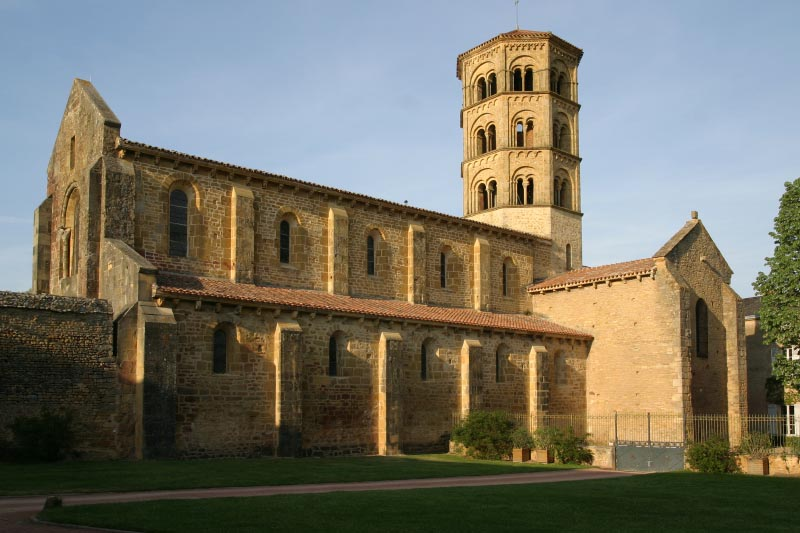
Église d'Anzy-le-Duc (XIe-XIIe).
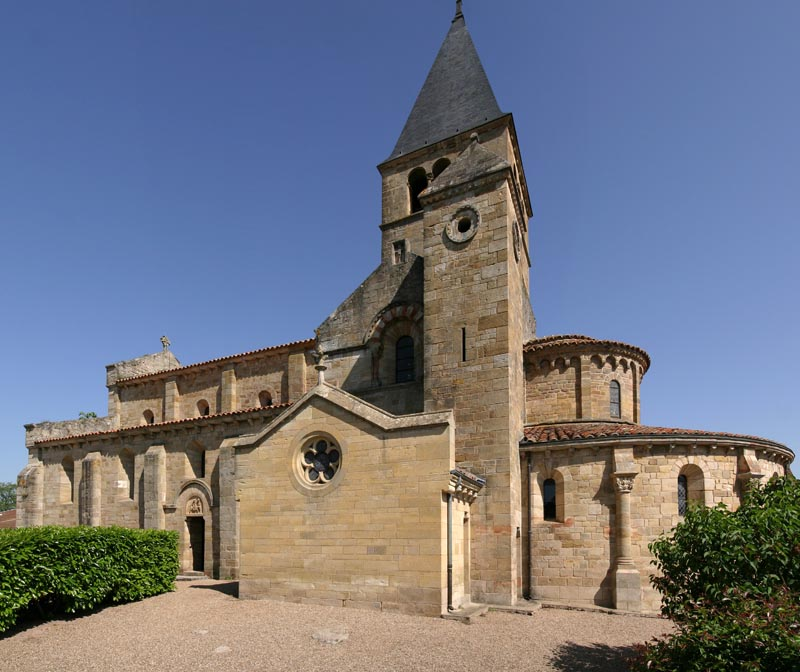
Église de Bois-Sainte-Marie.
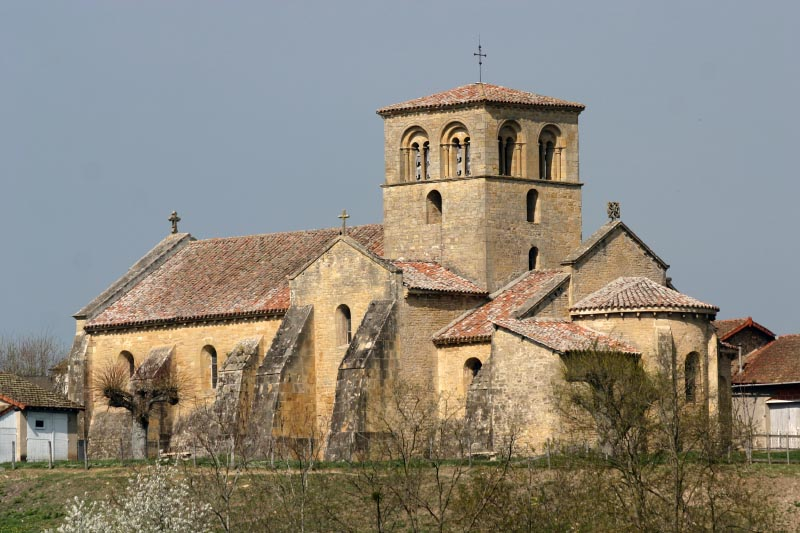
Église d'Iguerande.
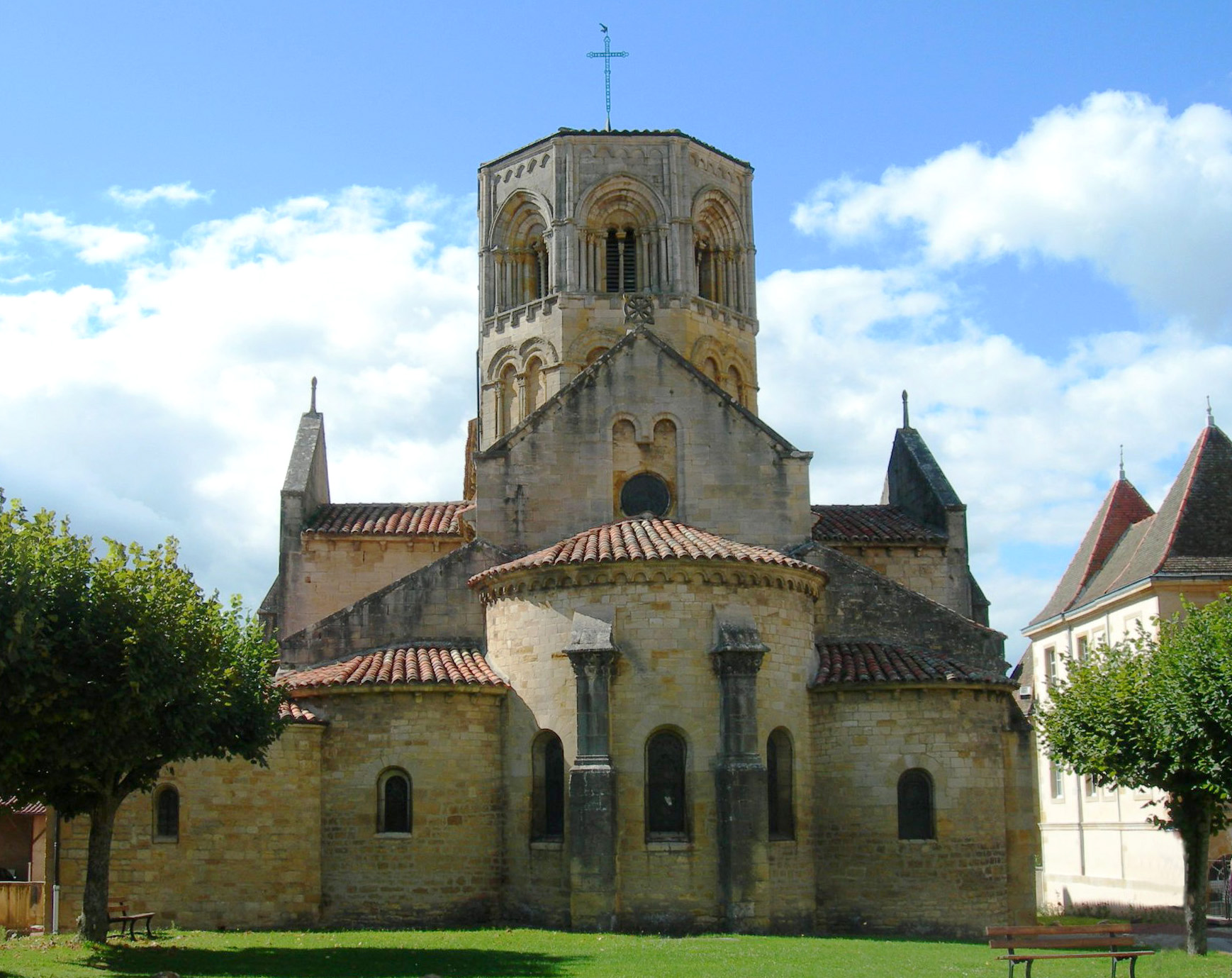
Chevet de la collégiale Saint-Hilaire de Semur-en-Brionnais (XIIe).
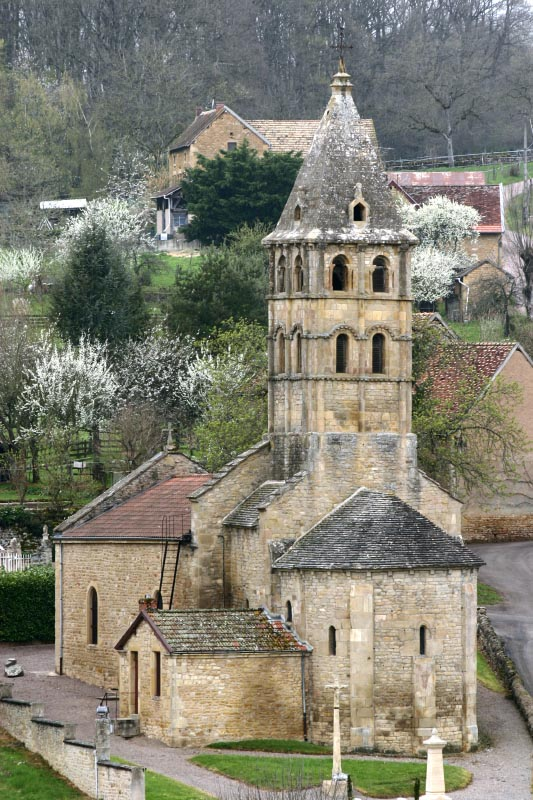
Église de Vareilles.
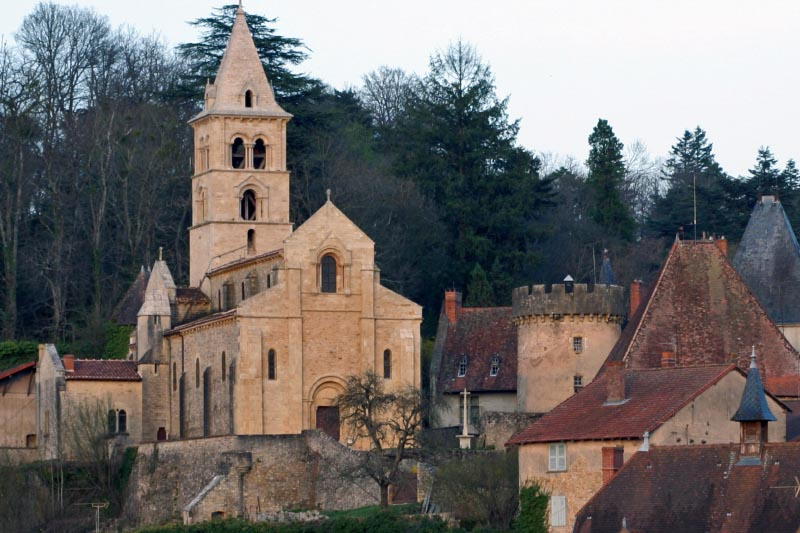
Église Saints-Pierre-et-Paul de Châteauneuf (XIIe).
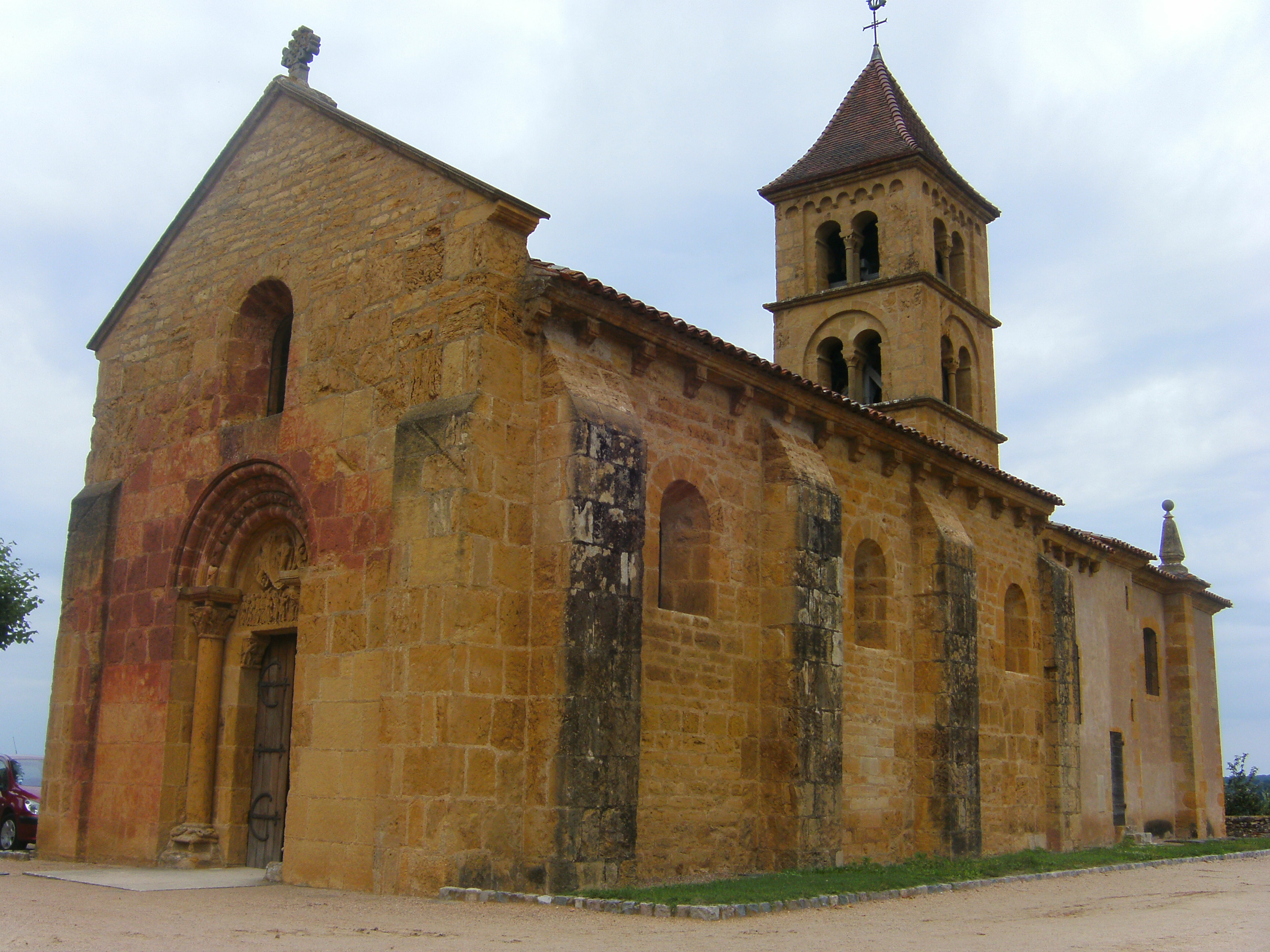
Église de Montceaux-l'Étoile.